# Lê Đình Sơn
Lê Đình Sơn (sinh năm 1960 tại xã Thạch Long, huyện Thạch Hà, Hà Tĩnh) là một chính trị gia người Việt Nam. Ông từng là Ủy viên Ban Chấp hành Trung ương Đảng Cộng sản Việt Nam khóa XII, Bí thư Tỉnh ủy, Chủ tịch Hội đồng nhân dân tỉnh Hà Tĩnh.
Tại Đại hội Đảng bộ tỉnh Hà Tĩnh nhiệm kỳ 2015-2020 ông được bầu giữ chức Bí thư Tỉnh ủy. Ông có bằng Kỹ sư nông nghiệp và Thạc sĩ khoa học chính trị. Trước đó ông từng giữ chức Phó Bí thư Tỉnh ủy, Chủ tịch UBND tỉnh Hà Tĩnh.

## Quá trình công tác
Tháng 10/1984 – 09/1985: Cán bộ Trạm Bảo vệ thực vật Thạch Hà;
Tháng 10/1985 – 06/1986: Trưởng phòng kỹ thuật Công ty Bảo hiểm cây trồng Thạch Hà;
Tháng 07/1986 – 06/1988: Trưởng phòng kỹ thuật Trung tâm giống cây trồng Thạch Hà; Bí thư Đoàn thanh niên;
Tháng 07/1988 – 05/1992: Phó GĐ Trung tâm Giống cây trồng Thạch Hà; Bí thư Chi bộ nhiệm kỳ 1991 – 1992; Ủy viên BCH Đảng bộ huyện Thạch Hà nhiệm kỳ 1991 – 1996;
Tháng 06/1992 – 12/1993: Ủy viên BCH Đảng bộ huyện, Ủy viên UBND huyện, Trưởng phòng Nông – Lâm – Ngư huyện Thạch Hà;
Tháng 01/1994 – 08/1997: Ủy viên BCH Đảng bộ huyện, Phó chủ tịch UBND huyện Thạch Hà; Đại biểu HĐND huyện Thạch Hà;
Tháng 09/1997 – 08/1999: Học cử nhân chính trị tại Học viện chính trị Quốc gia HCM;
Tháng 09/1999 – 12/1999: Ủy viên BCH Đảng bộ huyện, Phó Chủ tịch UBND huyện Thạch Hà;
Tháng 01/2000 – 11/2002: Phó Bí thư Huyện ủy, Chủ tịch UBND huyện Thạch Hà;
Tháng 12/2002 – 12/2005: Ủy viên BCH Đảng bộ tỉnh, Phó GĐ Thường trực Sở Nông nghiệp và PTNN; Đại biểu HĐND tỉnh nhiệm kỳ 2004 – 2009;
Tháng 01/2006 – 09/2010: Ủy viên BCH Đảng bộ tỉnh, GĐ Sở Nông nghiệp và PTNN, Đại biểu HĐND tỉnh, Ủy viên UBND tỉnh;
Tháng 09/2010 – 10/2010: Ủy viên BTV Tỉnh ủy, GĐ Sở Nông nghiệp và PTNT; Đại biểu HĐND tỉnh, Ủy viên UBND tỉnh;
Tháng 10/2010 – 8/5/2015: Ủy viên BTV Tỉnh ủy, Phó Chủ tịch UBND tỉnh Hà Tĩnh
Từ ngày 8/5/2015: Phó Bí thư Tỉnh ủy, Chủ tịch UBND tỉnh.
Ngày 21 tháng 4 năm 2016, Hội đồng nhân dân tỉnh Hà Tĩnh khóa XVI nhiệm kỳ 2011-2016 đã tổ chức kỳ họp thứ 16. Ông Lê Đình Sơn, Ủy viên Trung ương Đảng, Bí thư Tỉnh ủy được bầu làm Chủ tịch HĐND tỉnh.
Sáng ngày 27/6/2016, tại kỳ họp thứ nhất, HĐND tỉnh Hà Tĩnh khóa XVII 2016-2021 đã bầu ông Lê Đình Sơn, Bí thư Tỉnh ủy, làm Chủ tịch HĐND tỉnh với tỷ lệ phiếu tán thành 100%.

## Trách nhiệm sự cố Formosa Hà Tĩnh
Ông Lê Đình Sơn với tư cách Ủy viên Ban cán sự đảng UBND tỉnh Hà Tĩnh bị Ủy ban Kiểm tra Trung ương trong kỳ họp thứ 11, từ ngày 15 đến 17.2.2017, cho là có phần trách nhiệm trong sự cố Formosa Hà Tĩnh.